# 克萊斯勒火線
克萊斯勒火線（Chrysler Crossfire）是一款戴姆勒-克莱斯勒出品的後輪驅動跑車，另有coupé版的敞篷車。所有火線都在克萊斯勒的德國奥斯纳布吕克子工廠Karmann公司生產。本車因為使用了33%賓士SLK跑車的零件且售價只有3萬多美金，在上市之初頗受好評。

## 銷售

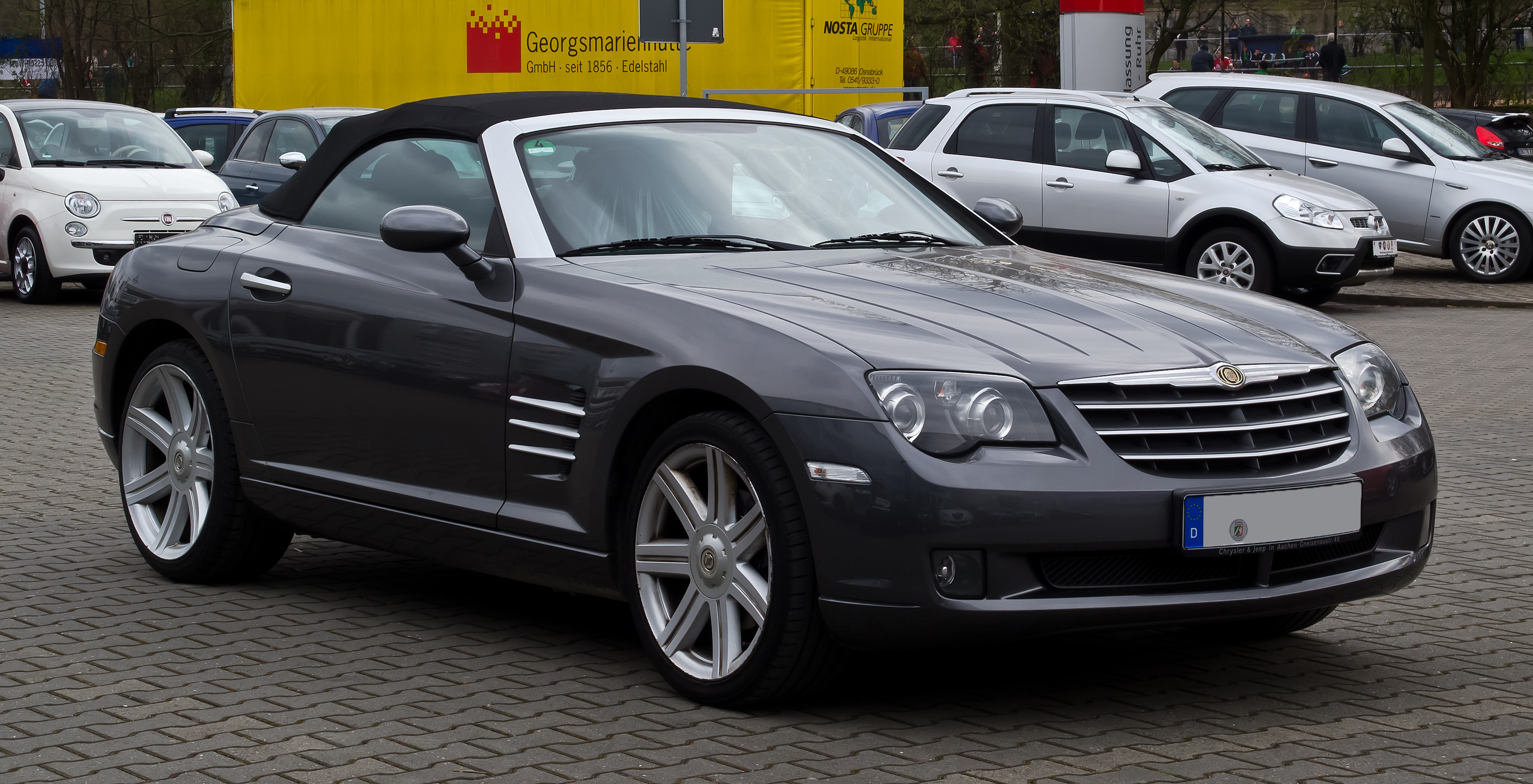
敞篷版火線

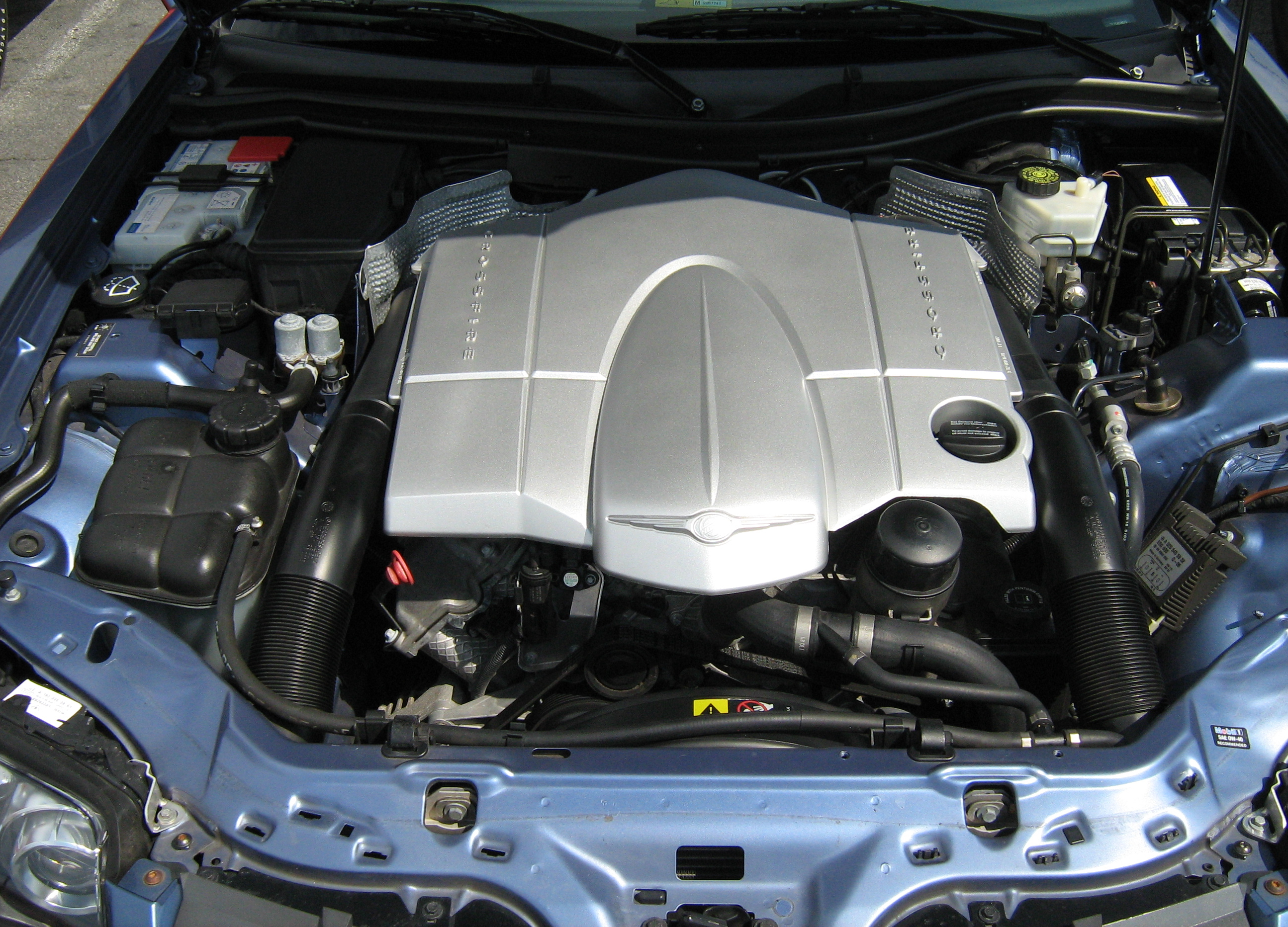
3.2L AMG M112引擎

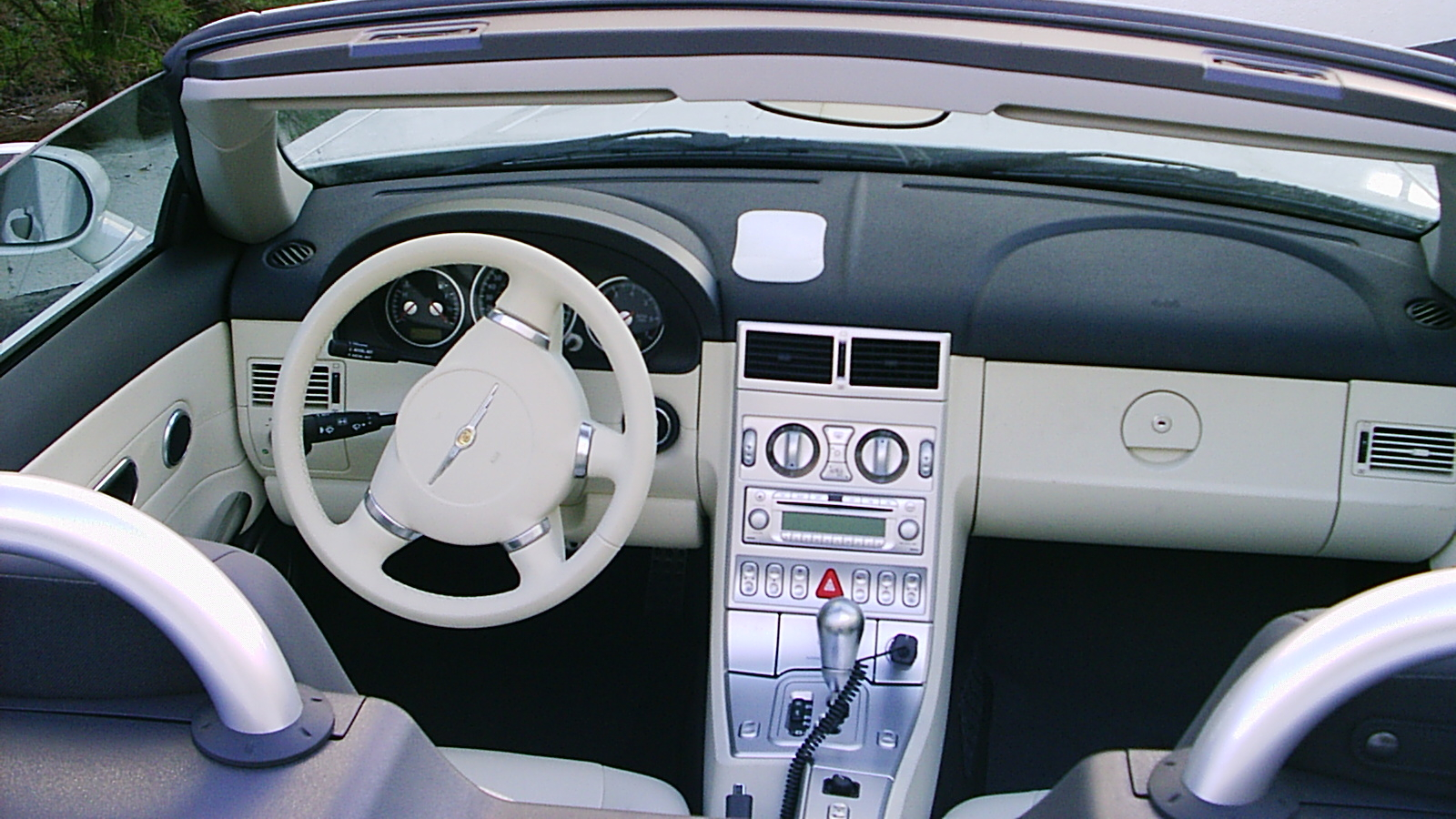
敞篷版內裝

初期銷售陷入叫好不叫座的的緩慢狀態，2005年11月平均每天產量230台，直到12月時庫存消耗完畢，次年才開始有進口商進口至美國和墨西哥。
2007年11月1日，克萊斯勒宣布因為公司重組計畫，2008年有四款車停產，火線就是其中之一。
最後一台火線於2007年12月17日出廠。
| 年度 | 2003   | 2004   | 2005   | 2006  | 2007  |
| ---- | ------ | ------ | ------ | ----- | ----- |
| 生產 | 35,700 | 28,000 | 12,500 | 4,805 | 2,000 |

註：生產的車於下一月份或年度才會在市場流通。

## 外部連結
- Chrysler Crossfire SRT-6 - Road Tests （页面存档备份，存于）
- Crossfire on allpar.com （页面存档备份，存于）
- Review: 2004 Chrysler Crossfire（Retrieved on 2006-11-29）